# Inn-Salzach
Inn-Salzach ist eine innerhalb Bayerns landespolitisch geförderte Kennzeichnung der Landkreise Mühldorf am Inn und Altötting als Tourismusregion. Eine solche Kennzeichnung einzelner oder mehrerer Kommunen als Tourismusregion wird im Rahmen des Landesentwicklungsprogramms Bayern (LEP) seit 2006 vom Bayerischen Landesamt für Statistik auf der Karte „Tourismusregionen* in Bayern“ vorgenommen.

## Lage
Diese Region liegt in Oberbayern und grenzt südöstlich an den Rupertiwinkel, südlich an den Chiemgau, im Westen an den Landkreis Erding; im Norden beginnt Niederbayern und im Osten schließt sich das österreichische Innviertel an.

## Tourismusziele in der Region

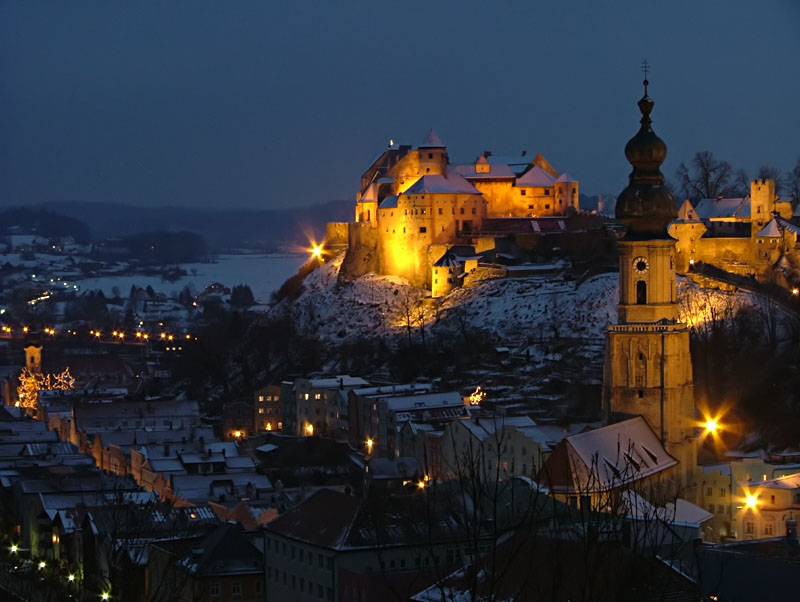
Burghausen bei Nacht

Tourismusziele in der Region sind u. a. das an der Salzach gelegene Burghausen mit der längsten Burg Europas und die Wallfahrtsstadt Altötting. Zudem wurde die Marktgemeinde Marktl bekannt als Geburtsort von Papst Benedikts XVI., dessen Geburtshaus dort viele Touristen besuchen. Als weitere Sehenswürdigkeiten gelten die Pfarrkirche St. Nikolaus in Neuötting, der Kapellplatz mit seinen zahlreichen Kirchen und der Gnadenkapelle in Altötting.
Die typischen Bauformen der historischen Städte und Märkte der Region werden als „Inn-Salzach-Stil“ bezeichnet.

## Weitere Informationen zur Region
Die größten Städte der Region sind die Industriestadt Waldkraiburg mit ca. 25.000 Einwohnern, Burghausen mit ca. 19.000 Einwohnern, die Handelsstadt Mühldorf am Inn mit ca. 20.000 Einwohnern (Stand: 2017) und die Wallfahrtsstadt Altötting mit 13.000 Einwohnern (Stand: 31. Dezember 2005).
In der Region liegt ein Teil des bayerischen Chemiedreiecks, darunter u. a. der Chemiepark Gendorf.